# Pilisszentiván
Pilisszentiván is een plaats (község) en gemeente in het Hongaarse comitaat Pest. Pilisszentiván telt 4101 inwoners (2001).